# Bagram (huyện)
Bagram là một huyện thuộc tỉnh Parvan, Afghanistan. Dân số thời điểm năm 1999 là 97,761 người.